# Bronson Arroyo
Bronson Anthony Arroyo (24 de febrero de 1977) es un exlanzador de béisbol profesional cubanoestadounidense que jugó en las Grandes Ligas con los Pittsburgh Pirates entre 2000 y 2002, los Boston Red Sox entre 2003 y 2005, los Cincinnati Reds entre 2006 y 2013, los Arizona Diamondbacks en 2014 y nuevamente con los Reds en 2017.

## Carrera profesional

### Pittsburgh Pirates
Arroyo fue seleccionado en la tercera ronda del draft de 1995 por los Piratas de Pittsburgh. Debutó con el equipo en Grandes Ligas el 12 de junio de 2000, y en su temporada de novato registró marca de 2-6 con 6.40 de efectividad en 20 apariciones (12 aperturas).
En 24 juegos (13 aperturas) en 2001, registró marca de 5-7 y 5.09 de efectividad. En 2002 su participación fue limitada debido a lesiones y tiempo en las ligas menores, por lo que en solo nueve juegos (cuatro aperturas) tuvo marca de 2-1 con 4.00 de efectividad.

### Boston Red Sox
Antes de iniciar la temporada 2003, los Medias Rojas de Boston reclamaron a Arroyo de la lista de waivers de los Piratas. Jugando para los Pawtucket Red Sox, el 10 de agosto de 2003 lanzó el cuarto juego perfecto en la historia de la Liga Internacional de Clase AAA. Fue promovido a Grandes Ligas y participó en seis juegos dejando efectividad de 2.08 con un juego salvado.
En 2004 se convirtió en el quinto abridor de los Medias Rojas. Finalizó la temporada con marca de 10-9 y 4.03 de efectividad en 178 2⁄3 entradas. En la postemporada tuvo dos aperturas y cuatro apariciones como relevista, dejando efectividad total de 7.82 para los campeones de la Serie Mundial de 2004, los Medias Rojas de Boston.
En 2005, Arroyo estableció marcas personales con 14 victorias, 32 aperturas y 205 1⁄3 entradas en 35 apariciones. Tuvo un gran desempeño con corredores en base, permitiendo solo cinco bases robadas. Al finalizar la temporada firmó una extensión de tres años y $11.25 millones con los Medias Rojas.

### Cincinnati Reds
Durante los entrenamientos primaverales de 2006, Arroyo fue transferido a los Rojos de Cincinnati a cambio del jardinero Wily Mo Peña. Arroyo gozó en 2006 de un gran año con los Rojos, liderando la liga en entradas lanzadas (240 2⁄3), lanzando su primer juego blanqueado y obteniendo su primera invitación a un Juego de Estrellas. Finalizó la campaña con marca de 14-11 y 3.29 de efectividad.
En febrero de 2007, Arroyo firmó una extensión de contrato con los Rojos hasta 2010, con opción para 2011. En la temporada 2007, no pudo replicar su rendimiento del año anterior, y finalizó con marca de 9-15 y 4.29 de efectividad.
En 2008, Arroyo lanzó 200 entradas con marca de 15-11 y 4.77 de efectividad. Permitió seis o más carreras en siete de 34 aperturas, incluyendo el juego del 24 de junio ante los Azulejos de Toronto, donde permitió 11 carreras en tan solo una entrada de labor.
En 2009 fue diagnosticado con síndrome del túnel carpiano en su mano derecha. Luego de un decepcionante inicio de campaña, Arroyo tuvo una excelente segunda mitad, terminando con marca de 15-13 y disminuyendo su efectividad hasta 3.84. También lanzó múltiples juegos completos y dos blanqueadas.
En 2010, registró marca de 17-10 con 3.88 de efectividad. Fue el segundo abridor en la postemporada de los Rojos, lanzando 5 1⁄3 entradas ante los Filis de Filadelfia sin obtener decisión. El 10 de noviembre de 2010 fue galardonado con el Guante de Oro de la Liga Nacional en la posición de lanzador.
El 3 de noviembre de 2010, los Rojos ejercieron la opción del contrato de Arroyo para la temporada 2011, y seguidamente le firmaron una extensión por tres temporadas más y $35 millones. El 26 de marzo de 2011, Arroyo fue diagnosticado con mononucleosis infecciosa debido al virus de Epstein Barr. Terminó la temporada 2011 con marca de 9-12 y 5.07 de efectividad, liderando la liga con 46 jonrones permitidos.
En 2012 registró marca de 12-10 con 3.74 de efectividad. Inició el segundo juego de la Serie Divisional de la Liga Nacional ante los Gigantes de San Francisco, donde lanzó siete entradas sin carreras y permitió solo dos corredores en base, para que los Rojos ganaran dicho encuentro por 9-0. Fue la primera victoria de Arroyo en postemporada en 13 apariciones, incluyendo cinco aperturas.
En 2013, Arroyo registró marca de 14-12 con 3.79 de efectividad, lanzando una blanqueada y dos juegos completos. Al finalizar la temporada se declaró agente libre.

### Arizona Diamondbacks
El 7 de febrero de 2014, los Diamondbacks de Arizona firmaron a Arroyo por dos años y $23.5 millones garantizados. El 16 de junio fue colocado en la lista de lesionados por primera vez en su carrera por una lesión en el codo. El 7 de julio se anunció que se sometería a una cirugía Tommy John para reparar un ligamento ulnar colateral, por lo que perdió el resto de la campaña. En 14 aperturas de 2014, Arroyo registró marca de 7-4 con 4.08 de efectividad.

### Atlanta Braves/Los Angeles Dodgers
El 20 de junio de 2015, Arroyo fue transferido a los Bravos de Atlanta junto a Touki Toussaint, a cambio del infielder Phil Gosselin.
El 30 de julio de 2015, en un cambio entre tres equipos, los Dodgers de Los Ángeles adquirieron a Arroyo, Mat Latos, Michael Morse, Luis Avilán, Alex Wood, Jim Johnson y José Peraza, mientras que los Miami Marlins adquirieron a los lanzadores de ligas menores Victor Araujo, Jeff Brigham y Kevin Guzmán, y los Bravos recibieron a Héctor Olivera, Paco Rodriguez, el lanzador de ligas menores Zachary Bird y una selección competitiva del draft de 2016. Arroyo no jugó en toda la temporada 2015 por el proceso de recuperación de la operación Tommy John, y su opción para 2016 fue declinada por los Dodgers, convirtiéndolo en agente libre.

### Washington Nationals
El 26 de enero de 2016, Arroyo firmó un contrato de ligas menores con los Nacionales de Washington que incluyó una invitación a los entrenamientos primaverales. Sin embargo, tuvo poca acción con la organización debido a una lesión en el codo, hasta que finalmente fue liberado.

### Regreso a los Cincinnati Reds
El 2 de febrero de 2017, Arroyo firmó un contrato de ligas menores con los Rojos de Cincinnati que incluyó una invitación a los entrenamientos primaverales.
Luego de ser colocado en la lista de lesionados el 19 de junio de 2017, Arroyo declinó lanzar una última entrada en su carrera, y el 23 de septiembre celebró un juego en su honor, para posteriormente anunciar su retiro oficial al siguiente día.

## Estilo de lanzar
Arroyo es conocido principalmente por su forma de lanzar, estirando completamente la pierna y elevándola por encima de la cintura antes de cada lanzamiento. Su repertorio incluye una recta con velocidad promedio entre 87-92 mph y de excelente movimiento, un slider, un cambio de velocidad y una curva, este último considerado su mejor lanzamiento.